# Ceratotrochus
Ceratotrochus är ett släkte av koralldjur. Ceratotrochus ingår i familjen Caryophylliidae.
Kladogram enligt Catalogue of Life:
| Ceratotrochus | \| \| Ceratotrochus franciscana \| \| \| \| \| \| Ceratotrochus magnaghii \| \| \| \| |
|               | \| \| Ceratotrochus franciscana \| \| \| \| \| \| Ceratotrochus magnaghii \| \| \| \| |
|               | Ceratotrochus franciscana                                                             |
|               |                                                                                       |
|               | Ceratotrochus magnaghii                                                               |
|               |                                                                                       |